# Église Saint-Mammès de Montarlot
L'église Saint-Mammès est une église catholique située à Moret-Loing-et-Orvanne, en France.

## Localisation
L'église est située dans le département français de Seine-et-Marne, sur le territoire de Montarlot, commune déléguée de Moret-Loing-et-Orvanne.

## Historique
L'édifice est classé au titre des monuments historiques en 1908.